# قالکاری

## قالکاری
قالکاری که به صورت غالکاری هم نوشته می‌شود ، یکی از زیرشاخه‌های مشاغل مرتبط با بازیافت فلزات گرانبهاطلا است و به معنی بازیابی طلا از زباله‌هایی است که ممکن است اثری از طلا  در آن باشد.
قالکار هم کسی است که حرفه‎‌ی شغل غالکاری را بلد است و این عمل را انجام می‎‌دهد.
در واقع قالکار تقریباً از هر چه
خاکه های طلاسازها در آن طلا باشد، حتی به میزان اندک سعی می‌کند طلا را جدا و استخراج نماید.

قالکار

همیشه وقتی طلاساز‌ها اشیایی مانند النگو و انگشتر می‌سازند، مقداری طلا از دست می‌دهند، چون هنگام پرداخت طلا براده‌هایی از آن جدا می‌شود. برای نمونه وقتی طلاساز‌ها تصمیم می‌گیرند یک انگشتر بسازند،باید با سوهان یا برس‌های مخصوص آن را شکل دهند. طبیعی است با جدا‌شدن براده‌ها از وزن طلای اولیه کاسته می‌شود. قوانین کارگاه‌های طلاسازی طلاساز‌ها برای این‌که جلوی ضرر و زیان خود را بگیرند، سعی می‌کنند ذرات طلا را دوباره به دست بیاورند. برای این کار آنها در محیط کارگاه خود به نکات زیادی توجه می‌کنند، مثلا کف کارگاه‌های طلاسازی همیشه فنس‌های پلاستیکی یا فلزی می‌گذارند تا براده‌های طلا به کفش کارگرها نچسبد. البته قوانین کارگاه‌های طلاسازی با گران‌شدن قیمت طلا رابطه مستقیمی دارد. هرچه قیمت این فلز خوش آب‌ و ‌رنگ بالا برود طلاسازها در کارگاه‌های خود قوانین سخت‌گیرانه‌تری اجرا می‌کنند. جالب است بدانید برخی طلاسازها از کارگران خود می‌خواهند هنگام کار کمتر حرف زده یا ماسک به صورت بزنند، زیرا آن‌ها ادعا می‌کنند، ممکن است ذرات ریز طلا هنگام حرف‌زدن وارد دهان کارگرها شود.همچنین کارگرها در کارگاه‌های طلاسازی هنگام شست‌و‌شوی دست و صورت خود باید مراقب باشند تا آب مصرفی خود را درون بشکه نگهداری کنند چون ذراتی که به دست و صورت آنها چسبیده است پس از شست‌و‌شو وارد آب می‌شود. به همین علت طلاساز‌ها آب مصرفی خود را هم به کارگاه‌های غالکاری می‌برند تا طلایی که در آن وجود دارد، بازیافت شود. علاوه براین موارد، طلاساز‌ها سعی می‌کنند محلی را به عنوان کارگاه در نظر بگیرند که هیچ پنجره یا روزنه‌ای نداشته باشد و برای هواکش‌های کارگاه خود فیلتر می‌گذارند تا ذرات ریز طلا از طریق هوا به خارج از کارگاه منتقل نشود. باید اضافه کنیم طلاساز‌ها تکه پارچه‌هایی که کارگران با آن لوازم کار خود را تمیز می‌کنند هم دور نمی‌ریزند، چون معتقدند ذرات ریز طلایی که به این دستمال‌ها چسبیده، قابل بازیافت است. آنچه در کارگاه غالکاری می‎‌گذرد بعد از این‌که طلاساز‌ها وسایلی را که احتمال دارد ذرات طلا به آنها چسبیده باشد، جمع‌آوری کردند آن‌ها را به کارگاه‌های غالکاری می‌برند تا طلای از دست رفته خود را به دست بیاورند. این وسایل که بیشتر شامل دستمال و خاک کف کارگاه است در اختیار غالکارها قرار می‌گیرد، البته به این وسایل باید بشکه‌های آبی کارگران کارگاه‌ها طلاسازی را نیز اضافه کرد. در نتیجه کار غالکار بازیابی فقط طلا و نقره میباشد که نبایستی با بازیافت کننده ( نه بازیابی ) فلزات گرانبها منجمله پلاتین ، پالادیوم ، رودیوم و ... اشتباه گرفته شود هر چند شباهتهائی در کار هر دو دیده میشود .

## قالکاری را برای چه مواد و ضایعاتی می توان استفاده کرد

### خاک کف کارگاه های طلا سازی
در کارگاه های طلا سازی ، در کف کارگاه ها همیشه مقداری گرد طلا وجود دارد که البته این گرد طلا با گرد و غبار و خاک کف زمین مخلوط شده است. طلاسازها این خاک را جمع آوری می کنند و هر چند وقت یک بار به نزد قالکار می روند تا ایشان خاک را ذوب کند و طلا را از خاک استخراج نماید.

استخراج طلا از مواد معدنی

#### خاک طلا
خاک های معدنی که به شکل کنسانتره نیز از دیگر موادی هستند که می‌توان به روش قالکاری از آنها فقط طلا به صورت محدود استخراج نمود.اما توانائی استخراج از کانی خام بخصوص چنانچه به صورت سولفوره باشد را ندارند . اما استخراج کلیه فلزات گرانبها از کانی تنها از عهده بازیافت کننده برمیاید .

#### ضایعات الکترونیک
ضایعات الکترونیک مثل قطعات و بردهای الکترونیکی ، بعلت نیاز به احیا کردن قبل از به روش غالکاری امکان بازیابی ندارند و فقط از عهده بازیافت کننده به روش پیرومتالورژی بر میاید چرا که این روش نسبت به روش‌های دیگر مثل روش شیمیایی بازدهی بیشتری دارد.

#### چاه فاضلاب و کولر کارگاه‎ های طلا سازی

استخراج طلا و نقره از قطعات الکترونیک - استخراج طلا و نقره از خاک

در بازار تهران مجتمع‌هایی هست که در آن کارگاه‌های طلا سازی زیادی وجود دارد. چاه فاضلاب این کارگاه‌ها مشترک است. به همین علت غالکارها تقریبا مطمئن هستند حجم زیادی طلا باید آنجا تلنبار شده باشد مثل فاضلاب بازار بزرگ تهران که غالکارها برای آن صف میبندند چرا که بسیاری از کارگاه‎‌های طلا سازی در این منطقه هستند و قطعا طلای زیادی در این فاضلاب خوابیده است.

## قالکارها فرآیند قالکاری را به چه صورت انجام می دهند
در کارگاه قالکاری ابتدا همه وسایلی را که طلاساز آورده است درون کوره‌ای بزرگ به نام کوره غال می‌ریزند و آتش می‌زنند سپس خاکستر به دست آمده را در کوره‌های کوچک می‌ریزند.
قالکارها پیش از این که خاکسترهای به دست آمده را در کوره بریزند، ابتدا مقداری سرب و نقره در کوره می‌ریزند تا ذوب شود.
سرب و نقره کمک می‌کند تا ذرات طلا بهتر بازیافت شوند.

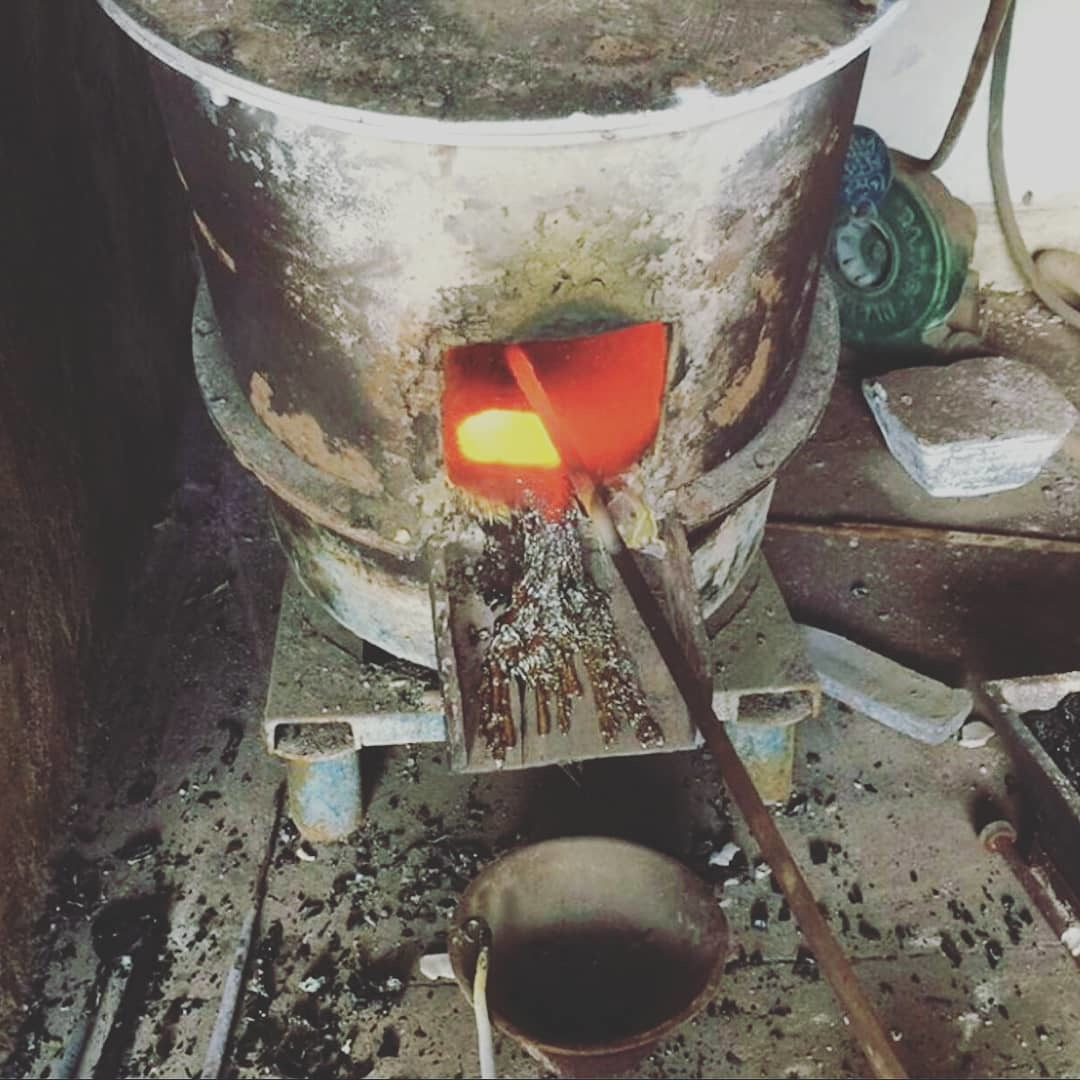
کوره قالکاری

به این ترتیب وقتی سرب و نقره به شکل مذاب درآمد، قالکارها خاکستری را که از سوزاندن وسایل کارگاه طلاسازی به دست آمده، درون کوره می‌ریزند.پس از چند دقیقه، ناخالصی‌های درون خاکستر روی سطح مواد مذاب قرار می‌گیرند.
قالکارها با کج کردن کوره، ناخالصی‌ها و سرب مذاب را از کوره بیرون می‌ریزند، چون طلا و نقره پایین‌تر از سرب و ناخالصی‌ها قرار می‌گیرند.
به این شکل ناخالصی‌ها از ذرات طلا و  نقره جدا می‌شوند، بعد از این مرحله قالکارها طلا و نقره گداخته را که مانند خمیر به هم چسبیده‌اند، به وسیله انبرهای ویژه‌ای بر می‌دارند. به مخلوط به دست آمده قرص طلا و نقره گفته می‌شود.
قالکارها به وسیله چکش به قرص طلا و نقره ضربه می‌زنند تا ذرات سرب چسبیده به آن جدا شود.
در مرحله بعد نوبت به جدا کردن طلا و نقره از یکدیگر می‌رسد. برای این کار قالکارها قرص طلا و نقره را پس از چکش‌کاری درون ظرفی از جنس استیل می‌گذارند و اسید نیتریک به آن اضافه می‌کنند. به این ترتیب قالکار ظرف حاوی اسید نیتریک و قرص طلا و نقره را روی اجاقی می‌گذارد تا به جوش آید.
با جوشیدن اسید، بخار خرمایی رنگی از آن بلند می‌شود. بخار خرمایی رنگ بسیار سمی است و تنفس آن به ریه آسیب می‌زند. پس از چند دقیقه، حجم بخار خرمایی رنگ کم می‌شود. غالکارها می‌گویند این نشانه ضعیف شدن اسید نیتریک است، به همین علت دوباره اسید اضافه می‌کنند. قالکارها این کار را چند بار انجام می‌دهند تا اسید نیتریک، نقره را در خود حل کند و ذرات طلا در ته ظرف جمع شود.
در این مرحله، ذرات طلا به شکل پودر در آمده‌اند، اما هنوز نمی‌توان گفت طلا ناخالصی ندارد چون مقداری نقره به آن چسبیده است. به این علت غالکارها ذرات طلای به دست آمده را با آب جوش می‌شویند. وقتی ذرات طلا با آب جوش شسته می‌شوند، آب به رنگ شیر در می‌آید. این تغییر رنگ نشانه این است که هنوز مقدار کمی نقره به ذرات طلا چسبیده است. این کار آنقدر تکرار می‌شود تا رنگ آب تغییر نکند. به این شکل طلای 24 عیار به دست می‌آید و غالکارها بعد از وزن کردن، آن را در اختیار مشتری‌های خود می‌گذارند.
اما این پایان کار قالکارها نیست ، چون آنها باید نقره حل‌شده در اسید نیتریک را هم بازیافت کنند. برای این کار باید محلول حاوی اسید نیتریک، آب و نقره را درون ظرف‌های پلاستیکی ریخت و چند قطعه فلز مسی درون آن گذاشت. به این ترتیب ذرات نقره جذب فلز مس می‌شوند. این کار معمولا حدود 12 ساعت زمان می‌گیرد تا همه ذرات نقره‌ای که در محلول آب و اسید وجود دارد جذب قطعات مس شوند. برای این که بدانیم در محلول نقره‌ای باقیمانده است یا نه، مقداری نمک به آن اضافه می‌کنیم. اگر نمک به سرعت در آب ته ‌نشین شود نشانه این است که در محلول دیگر نقره وجود ندارد، ولی اگر نمک مانند شیر در محلول پخش شود نشانه این است که هنوز ذرات نقره در محلول وجود دارد و کار را باید ادامه داد.